# SN 2007kz
SN 2007kz – supernowa typu II odkryta 22 września 2007 roku w galaktyce A033604-0012. W momencie odkrycia miała maksymalną jasność 21,80m.